# Almon
Almon (hebrejsky עַלְמוֹן‎, podle arabského jména nedaleké lokality Chirbet Ilmit, alternativně též nazýváno Anatot hebrejsky: עֲנָתוֹת, podle biblických měst Almon a Anatót zmiňovaných například v Knize Jozue 21,18 - „Anatót i s pastvinami a Almón i s pastvinami...“, v oficiálním přepisu do angličtiny Almon) je izraelská osada a vesnice typu společná osada (jišuv kehilati) na Západním břehu Jordánu v distriktu Judea a Samaří a v Oblastní radě Mate Binjamin.

## Geografie
Nachází se v nadmořské výšce 502 metrů na severním okraji Judské pouště na svazích nad hlubokým kaňonem Nachal Prat (známým též pod jménem Vádí Kelt). Almon leží v severovýchodní části aglomerace Jeruzalému, cca 8 kilometrů severovýchodně od jeho historického jádra a cca 55 kilometrů jihovýchodně od centra Tel Avivu.
Na dopravní síť aglomerace Jeruzalému je napojena pomocí lokální silnice číslo 437, která směřuje k severu, k jeruzalémským čtvrtím Neve Ja'akov a Pisgat Ze'ev, a k jihu, k dálnici číslo 1, která spojuje Jeruzalém, město Ma'ale Adumim a oblasti okolo Mrtvého moře. Almon je součástí souvislého bloku izraelských osad situovaného na Západním břehu Jordánu, východně od Jeruzalému (tzv. Guš Adumim). Do tohoto bloku se řadí dále město Ma'ale Adumim a menší sídla jako Kfar Adumim, Alon, Nofej Prat a Kedar. Tento blok sousedí severním, východním a jižním směrem s převážně neosídlenými oblastmi Judské pouště. Pouze na západě přímo navazuje na zastavěné území aglomerace Jeruzalému, včetně palestinských obcí. Z nich je nejblíže situováno město Hizma (3 kilometry západně od Almon) a 'Anata (3 kilometry jihozápadním směrem).

## Dějiny
Obec Almon byla zřízena v roce 1982. K založení došlo v červenci 1982 skupinou sekulárních Izraelců. Vznik nové osady formálně umožnila rezoluce izraelské vlády z 5. června 1981, ve které se povoluje zřízení nového civilního sídliště v lokalitě nazývané Anatot, na poloviční vzdálenosti mezi jeruzalémskou čtvrtí Atarot a obcí Ma'ale Adumim.
V obci fungují předškolní zařízení, základní školství je dostupné v okolních vesnicích. V říjnu 1998 vznikla jižně od osady nová izolovaná skupina domů nazvaná Ejn Prat. Obývá ji Ja'el Jisra'elová s rodinou, která zde opravila budovu z dob britského mandátu. Podle zprávy organizace Peace Now z června 2009 probíhá navíc v osadě Almon výstavba nové čtvrti. Jde o novou skupinu domů jihozápadně od vlastní osady. Dál k jihozápadu leží velká základna izraelské armády nazývaná rovněž Anatot.
Podle plánů z počátku 21. století měla být osada Almon, spolu s dalšími osadami v bloku okolo Ma'ale Adumim zahrnuta do Izraelské bezpečnostní bariéry a oddělena od okolních palestinských sídel. Podle stavu k roku 2008 ale tato bariéra vyrostla pouze okolo vlastního Jeruzaléma a nikoliv v bloku okolo Ma'ale Adumim a její trasa v tomto úseku stále nebyla definitivně stanovena. Na jaře 2009 musel ministr obrany Izraele Ehud Barak zastavit plánovanou výstavbu bariéry po stížnostech, že trasa povede příliš blízko obci Almon, odřízne ji od některých pozemků ve vlastnictví Izraelců a přispěje k izolaci tohoto bloku od vlastního Jeruzalému. Území v blízkosti Ma'ale Adumim je potenciální severojižní spojnicí mezi severní a jižní částí Západního břehu Jordánu, které může být významným koridorem v případě vzniku nezávislého palestinského státu na části tohoto území.

## Demografie
Obyvatelstvo Almon je v databázi rady Ješa popisováno jako sekulární. Podle údajů z roku 2014 tvořili naprostou většinu obyvatel Židé (včetně statistické kategorie "ostatní", která zahrnuje nearabské obyvatele židovského původu ale bez formální příslušnosti k židovskému náboženství).
Jde o menší obec vesnického typu s dlouhodobě rostoucí populací. K 31. prosinci 2014 zde žilo 1214 lidí. Během roku 2014 registrovaná populace stoupla o 2,0 %.
| Rok            | 1983 | 1990 | 1991 | 1992 | 1993 | 1994 | 1995 | 1996 | 1997 | 1998 | 1999 | 2000 |
| -------------- | ---- | ---- | ---- | ---- | ---- | ---- | ---- | ---- | ---- | ---- | ---- | ---- |
| Počet obyvatel | 42   | 224  | 330  | 381  | 396  | 472  | 523  | 561  | 587  | 627  | 672  | 698  |

| Rok            | 2001 | 2002 | 2003 | 2004 | 2005 | 2006 | 2007 | 2008 | 2009 | 2010 | 2011 | 2012 | 2013 | 2014 |
| -------------- | ---- | ---- | ---- | ---- | ---- | ---- | ---- | ---- | ---- | ---- | ---- | ---- | ---- | ---- |
| Počet obyvatel | 706  | 721  | 726  | 739  | 762  | 808  | 854  | 925  | 827  | 892  | 1037 | 1132 | 1190 | 1214 |